# Hieracium neoherrerae
Hieracium neoherrerae es una especie de planta con flor del género Hieracium, de la familia Asteraceae, orden Asterales.

## Distribución
Hieracium neoherrerae se distribuye por Perú.

## Taxonomía
Fue descrita científicamente por Zahn.